# Engden
Engden (hist. Engne) – miejscowość i gmina w Niemczech, w kraju związkowym Dolna Saksonia, w powiecie Grafschaft Bentheim, wchodzi w skład gminy zbiorowej Schüttorf.